# Neunburg vorm Wald
Neunburg vorm Wald est une ville de Bavière (Allemagne), située dans l'arrondissement de Schwandorf, dans le district du Haut-Palatinat. Des réfugiés alsaciens de Kœstlach ont été logés dans le quartier de Katzdorf en 1917 pendant la première guerre mondiale. 
Dans le quartier Hofenstetten se trouve le restaurant «Obendorfers Eisvogel», qui a reçu deux étoiles au Guide Michelin en 2020. 

## Quartiers
| - Baumhof - Bernmühle - Büchlhof - Diendorf - Dorfmühle - Ebersdorf - Eichental - Eixendorf - Frankenthal - Fuchsenhof - Fuhrn - Fürstenhof - Gonnersdorf - Grundmühle - Gütenland - Hammerberg - Hammerhof - Hartlshof - Haslarn - Heimerlmühle | - Hofenstetten - Katzdorf - Kemnath bei Fuhrn - Kemnathermühle - Kleinwinklarn - Kohlhof - Könneröd - Krandorf - Kröblitz - Leinmühle - Lengfeld - Luigendorf - Meißenberg - Mitteraschau - Mitterauerbach - Mittermurnthal - Nefling - Neuhäusl - Neumurnthal | - Neunburg vorm Wald - Oberaschau - Oberauerbach - Oberlangenried - Obermurnthal - Oedengrub - Penting - Pettendorf - Pissau - Poggersdorf - Rammühle - Reis - Sankt Leonhard - Seebarn - Stetten - Stettnermühle - Stockarn - Thann | - Thannmühle - Traunhof - Traunhofermühle - Unteraschau - Unterlangenried - Untermurnthal - Unterwarberg - Warberg - Warnthal - Wenigrötz - Wilbersdorf - Wohnseß - Wundsheim - Wutzelskühn - Zanglhof - Zeitlarn - Ziegelhütte |